# Didier Angan
Didier Angan (ur. 27 grudnia 1974 w Anyamie) – iworyjski piłkarz grający na pozycji obrońcy. Rozegrał 14 meczów w reprezentacji Wybrzeża Kości Słoniowej.

## Kariera klubowa
Karierę piłkarską rozpoczął we Francji, w klubie Paris Saint-Germain. W 1994 roku awansował do kadry pierwszej drużyny, jednak nie zdołał zaliczyć debiutu w pierwszej lidze francuskiej. W 1995 roku odszedł do trzecioligowego Stade Briochin. W 1996 roku awansował z tym klubem do drugiej ligi. W 1997 roku odszedł do OGC Nice, w którym występował do zakończenia sezonu 2001/2002.
W 2002 roku przeszedł do austriackiego Sturmu Graz. Grał tam w sezonie 2002/2003, a następnie odszedł do włoskiego Hellas Werona z Serie B. Po dwóch latach gry w Hellas trafił do US Grosseto z Serie C1. Natomiast latem 2006 podpisał kontrakt z FC Catanzaro z Serie C2. W 2007 roku wrócił do Francji i przez dwa sezony był zawodnikiem AC Ajaccio. W 2009 roku zakończył w nim swoją karierę.
| Sezon   | Klub                | Kraj    | Rozgrywki            | Mecze | Bramki |
| ------- | ------------------- | ------- | -------------------- | ----- | ------ |
| 1994/95 | Paris Saint-Germain | Francja | Ligue 1              | 0     | 0      |
| 1995/96 | Stade Briochin      | Francja | Championnat National | 25    | 0      |
| 1996/97 | Stade Briochin      | Francja | Ligue 2              | 22    | 0      |
| 1997/98 | OGC Nice            | Francja | Ligue 2              | 27    | 0      |
| 1998/99 | OGC Nice            | Francja | Ligue 2              | 18    | 3      |
| 1999/00 | OGC Nice            | Francja | Ligue 2              | 28    | 1      |
| 2000/01 | OGC Nice            | Francja | Ligue 2              | 16    | 1      |
| 2001/02 | OGC Nice            | Francja | Ligue 2              | 28    | 1      |
| 2002/03 | Sturm Graz          | Austria | Bundesliga           | 10    | 0      |
| 2003/04 | Hellas Werona       | Włochy  | Serie B              | 21    | 0      |
| 2004/05 | Hellas Werona       | Włochy  | Serie B              | 7     | 0      |
| 2005/06 | US Grosseto         | Włochy  | Serie C1             | 8     | 0      |
| 2006/07 | FC Catanzaro        | Włochy  | Serie C2             | 8     | 0      |
| 2007/08 | AC Ajaccio          | Francja | Ligue 2              | 20    | 0      |
| 2008/09 | AC Ajaccio          | Francja | Ligue 2              | 1     | 0      |

## Kariera reprezentacyjna
W reprezentacji Wybrzeża Kości Słoniowej Angan zadebiutował w 1997 roku. W 1998 roku został powołany do kadry na Puchar Narodów Afryki 1998, na którym wystąpił 3 razy: z Republiką Południowej Afryki (1:1), z Angolą (5:2) i ćwierćfinale z Egiptem (0:0, k. 4:5).
W 2000 roku Angan zagrał w jednym meczu Pucharu Narodów Afryki 2000, z Togo (1:1). Od 1997 do 2001 roku rozegrał w kadrze narodowej 14 meczów.